# Mascate (província)
Província de Mascate (em árabe: محافظة مسقط‎; romaniz.: Muḥāfaẓat Masqaṭ) é uma das 11 províncias constitutivas do Sultanato do Omã. Segundo censo de 2010, havia 775 878 habitantes. Compreende área de 7 628 quilômetros quadrados e está subdividida em seis vilaietes (distritos).

## Vilaietes
| Nome árabe | Nome português | Área (km2) | População | Ref.  |
| ---------- | -------------- | ---------- | --------- | ----- |
| العامرات   | Amarate        | 1 068      | 52 294    | [ 1 ] |
| السيب      | Seebe          | 489        | 111 711   | [ 1 ] |
| بوشر       | Bauxar         | 340        | 34 001    | [ 1 ] |
| مسقط       | Mascate        | 274        | 93 438    | [ 1 ] |
| مطرح       | Matara         | 90,3       | 52 132    | [ 1 ] |
| قريات      | Curiate        | 1 536      | 140 006   | [ 1 ] |